# 松沢由之
松沢 由之（まつざわ ゆうじ）は、フジアールのテレビ美術のプロデューサー。バラエティやドラマ界でフジテレビ、吉本興業ほか数々の番組の美術プロデューサーを担当。

## 主な作品
（特に記述がない場合はフジテレビ）

### 過去の担当番組

#### 美術プロデューサー・美術制作
バラエティ
- たほいや
- ポンキッキーズ
- 料理の鉄人
- さんまのまんま（関西テレビ）
- FNS番組対抗NG名珍場面大賞
- B.C.ビューティー・コロシアム
- ASAYAN（テレビ東京）
- 人気者でいこう!（ABC朝日放送）
- 超!よしもと新喜劇（MBS毎日放送）
- おはスタ645（テレビ東京）
- スキヤキ!!ロンドンブーツ大作戦（テレビ東京）
- わらいのじかん（テレビ朝日）
- イカリングの面積（テレビ愛知）
- Matthew's Best Hit TV（テレビ朝日）
- HAMADA COMPANY 弾丸ヒーローズ（ABC朝日放送）
- HAMASHO第2期（読売テレビ）
- ウィーケストリンク☆一人勝ちの法則
- 浜ちゃんと!（読売テレビ）
- メンタルヌード（読売テレビ）
- 芸能人口コミの店 えぇ処（読売テレビ）
- マルバレ!（読売テレビ）
- トリハダ 〜感じるボロ〜ン〜（ABC朝日放送）
- セサミストリート（テレビ東京）
- ハジメちゃん〜あなたの大人年齢は?〜（ABC朝日放送）
- ランキンの楽園（MBS毎日放送）
- すくいず! いきなりプレゼント GET OR LOST（テレビ朝日）
- チェック!ザ・No.1（MBS毎日放送）
- 主演 さまぁ〜ず 〜設定 美容室〜（日本テレビ）
- キングオブチェアー（TBSテレビ）
- 浜ちゃんが!（読売テレビ）
- フットンダ（中京テレビ）
- ハイスクールマンザイ（テレビ朝日）
- バナナマンの神アプリ@（ファクト）

ドラマ
- 音の犯罪捜査官・響奈津子
- トリハダ〜夜ふかしのあなたにゾクッとする話を

#### 美術進行
- 笑っていいとも!
- 夜のヒットスタジオ
- 所さんのただものではない!
- 斉藤さんちのお客さま